# غارماهی

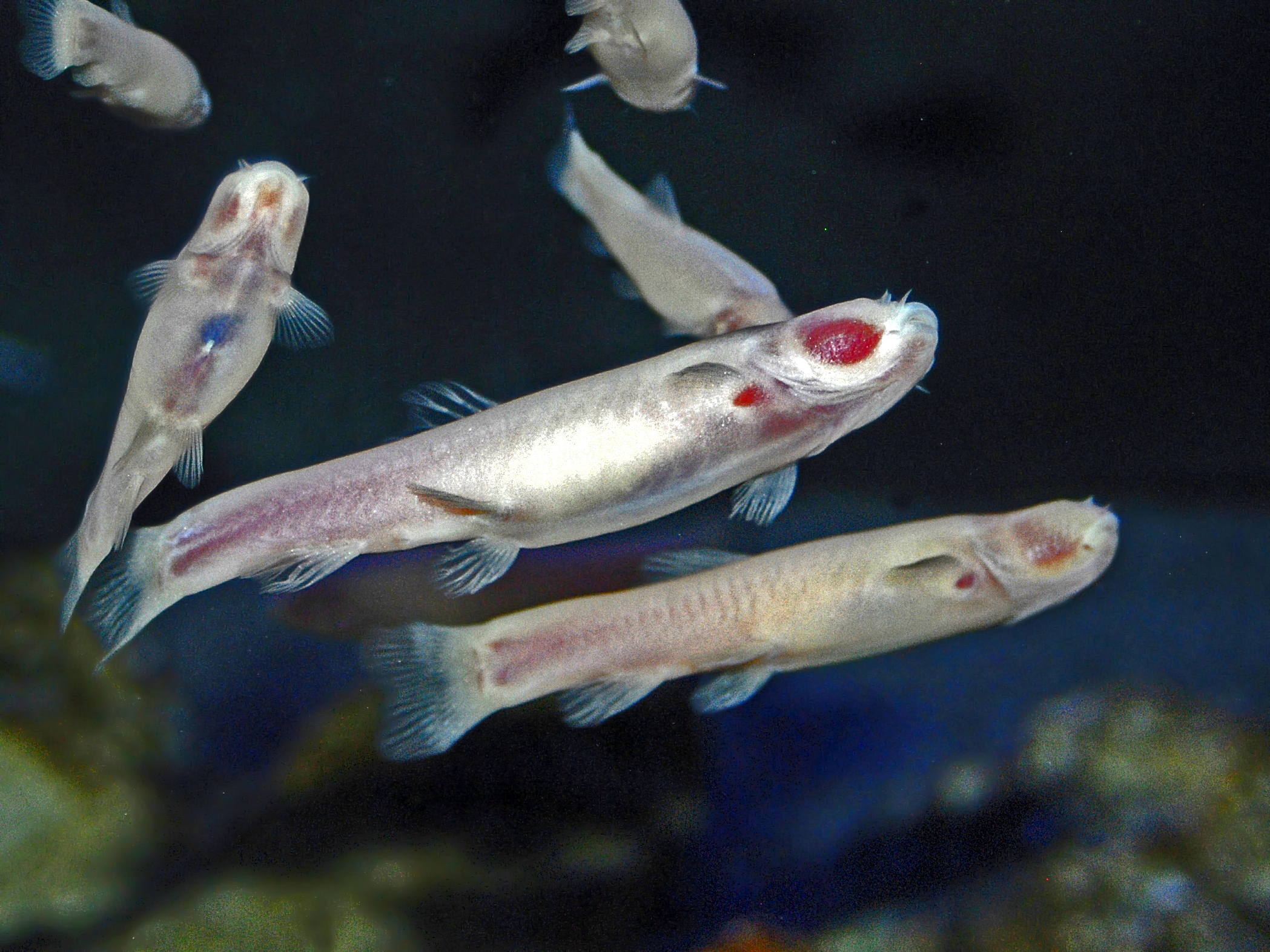
غارماهی سومالی که رنگ پریده و چشم کور آن از مشخصات غارماهی‌ها است.

غارماهی (انگلیسی: Cavefish) اصطلاحی عام برای ماهی‌های تازه آب شیرین و سازگار با زندگی در غارها و دیگر زیستگاه‌های زیرزمینی است.
بیش از ۲۰۰ گونه علمی توصیف شده از غارماهی‌ها وجود دارد که در تمام قاره‌ها، به جز جنوبگان، زندگی می‌کنند.